# Javier Duménigo
Javier Duménigo González (ur. 8 listopada 1990) – kubański zapaśnik w stylu klasycznym. Złoty medalista mistrzostw panamerykańskich w 2012 i 2016. Drugi na MŚ juniorów w 2009 roku.